# ۳۸۸ (میلادی)
۳۸۸ (میلادی) سیصد و هشتاد و هشتمین سال تقویم میلادی است.

## رویدادها
- بهرام چهارم پس از مرگ برادرش شاپور سوم پادشاه ساسانی می‌شود.

## درگذشتگان
- شاپور سوم، پادشاه ساسانی

‎